# Tikove Piira
Tikove Piira (* 1. April 2000) ist ein Leichtathlet von den Cookinseln, der sich auf den Sprint spezialisiert hat.

## Sportliche Laufbahn
Erste Erfahrungen bei internationalen Meisterschaften sammelte Tikove Piira im Jahr 2019, als er bei den U20-Ozeanienmeisterschaften in Townsville mit 11,54 s in der Vorrunde im 100-Meter-Lauf ausschied. Anschließend schied er bei den Pazifikspielen in Apia mit 11,52 s und 22,95 s jeweils in der ersten Runde über 100 und 200 Meter aus und im Herbst startete er dank einer Wildcard über 100 Meter bei den Weltmeisterschaften in Doha und kam dort mit 11,81 s nicht über die Vorausscheidungsrunde hinaus. Auch drei Jahre später kam er bei den Weltmeisterschaften in Eugene mit 11,56 s nicht über die erste Runde hinaus.

## Persönliche Bestleistungen
- 100 Meter: 11,52 s (−1,6 m/s), 15. Juli 2019 in Apia
- 200 Meter: 22,95 s (+1,1 m/s), 17. Juli 2019 in Apia